# Ischnus latus
Ischnus latus är en stekelart som först beskrevs av Léon Abel Provancher 1874.  Ischnus latus ingår i släktet Ischnus och familjen brokparasitsteklar. Inga underarter finns listade i Catalogue of Life.